# A・G・クック
A・G・クック（英語:A.G. Cook、本名:アレクサンダー・ガイ・クック Alexander Guy Cook、1990年8月23日 - ）は、イギリス・ロンドンを拠点とする音楽プロデューサー、シンガーソングライター。

## 来歴
建築家・ピーター・クックを父に持ち、ロンドン大学ゴールドスミス・カレッジで音楽を学んだ。
2013年、23歳の時にネットレーベル・PC Musicを設立。「バブルガム・ベース」の旗手として音楽シーンに登場した。
クックは、2017年にチャーリー・XCXがリリースしたミックステープ『Number 1 Angel』をソフィー、ダニー・L・ハリーらPC Musicの界隈のアーティストたちとともプロデュースしたことをきっかけにメインストリームに進出。同じくチャーリー・XCXが同年にリリースした『POP 2』にもプロデューサーの1人として参加し、それ以降も彼女の3枚目のアルバム『Charli』や昨年リリースされたアルバム『How I'm Feeling Now』で共同エグゼクティヴプロデューサーを務めるなど、チャーリー・XCXのコラボレーターとしてのイメージを強めていった。
クックはまた、2010年代に勃興した新興ジャンル「ハイパーポップ」の源流に前述の「バブルガムベース」があることから、ハイパーポップの始祖としても知られている。

## 主な作品

### アルバム
- 『7G』（2020年）
- 『Apple』（2020年）
- 『Apple vs. 7G』（2021年、リミックスアルバム）
- 『Britpop』（2024年）

## 主なプロデュース

### アルバム
- チャーリー・XCX
  - 『Number 1 Angel』（2017年）
  - 『Pop 2』（2017年）
  - 『Charli』（2019年）
  - 『How I'm Feeling Now』（2020年）
- トミー・キャッシュ
  - 『¥€$』（2018年）
- ハンナ・ダイヤモンド
  - 『Reflections』（2019年）
- ヨンシー
  - 『Shiver』
- ナマセンダ
  - 『Unlimited Ammo』

### シングル
- 宇多田ヒカル
  - 「One Last Kiss」
  - 「君に夢中」
  - 「Gold 〜また逢う日まで〜」